# Inver Grove Heights
Inver Grove Heights is een plaats (city) in de Amerikaanse staat Minnesota, en valt bestuurlijk gezien onder Dakota County.

## Demografie
Bij de volkstelling in 2000 werd het aantal inwoners vastgesteld op 29.751.
In 2006 is het aantal inwoners door het United States Census Bureau geschat op 33.470, een stijging van 3719 (12.5%).

## Geografie
Volgens het United States Census Bureau beslaat de plaats een oppervlakte van
78,0 km², waarvan 74,2 km² land en 3,8 km² water. Inver Grove Heights ligt op ongeveer 268 m boven zeeniveau.

## Plaatsen in de nabije omgeving
De onderstaande figuur toont nabijgelegen plaatsen in een straal van 8 km rond Inver Grove Heights.